# Violette à feuilles pennées
Viola pinnata
Espèce
Classification phylogénétique
La Violette à feuilles pennées, ou Violette pennée (Viola pinnata), est une espèce de plantes à fleurs de la famille des Violacées.

## Description

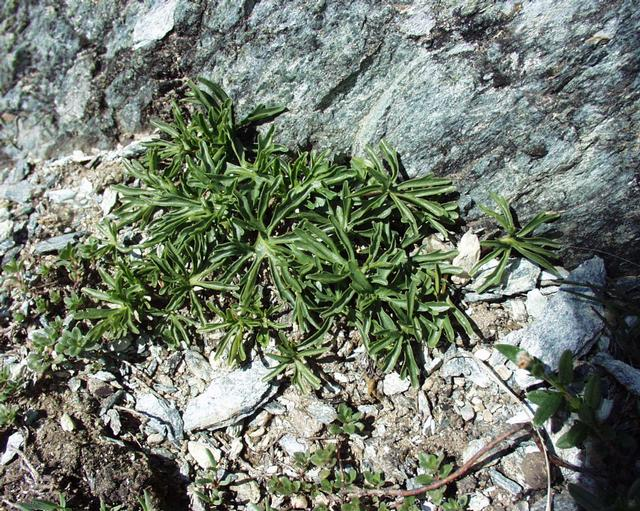
Viola pinnata.

## Répartition et habitat
On trouve l'espèce dans les Alpes en Autriche, en Croatie, en France, en Italie, en Slovénie et en Suisse

## Statut de protection
En France, l'espèce est protégée sur l'ensemble du territoire métropolitain.